# Синдром LEOPARD
Синдром LEOPARD — очень редкое генетическое заболевание, проявляющееся гемангиомами, пороками развития сердца, умственной отсталостью, аномалиями лица. Относится к RAS-патиям. Синдром «леопард» по многим признакам пересекается с синдромом Нунан. Синдром «леопард» передаётся по аутосомно-доминантному типу наследования, вызывается мутациями гена PTPN11. Его тяжело диагностировать. Сложности при диагностике такие: 23 процента имеют различные грыжи от омфалоцеле до гидроэнцефаломенингоцеле, которые всегда заканчиваются летально вследствие водянки плода. Иногда может быть гигантизм или низкорослость. Также возможна двухсторонняя агнезия лёгких.
В литературе был известен один случай, когда девочка родилась с этим заболеванием в стёртой форме, оно проявлялась хондродисплазией, тетрадой Фалло, слепоглухотой, гидроэнцефаломенингоцеле, аплазией лёгких, гидронефрозом атрезией пищевода и полимикрогирией. Эта девочка умерла в возрасте 1 месяца. В литературе всего было известно менее ста случаев.